# PyCharm
PyCharm은 특히 파이썬 프로그래밍 언어에 특화된 컴퓨터 프로그래밍에 사용되는 통합 개발 환경이다. 체코의 기업 젯브레인즈(이전 사명: IntellJ)가 개발하였다. 코드 분석, 그래피컬 디버거, 통합 단위 시험기, 버전 관리 시스템과의 연동을 제공하고 장고, 그리고 아나콘다가 있는 데이터 사이언스를 지원한다.

## 버전 역사
| 버전     | 출시일           |
| -------- | ---------------- |
| 1.1.1    | 2011년 1월 18일  |
| 1.2.1    | 2011년 4월 12일  |
| 1.5.4    | 2011년 8월 29일  |
| 2.0.2    | 2012년 2월 7일   |
| 2.5.2    | 2012년 6월 29일  |
| 2.6.3    | 2012년 10월 26일 |
| 2.7.4    | 2016년 5월 11일  |
| 3.0.3    | 2016년 5월 11일  |
| 3.1.4    | 2016년 5월 11일  |
| 3.4.4    | 2016년 5월 11일  |
| 4.0.7    | 2016년 5월 11일  |
| 4.5.5    | 2016년 5월 11일  |
| 5.0.6    | 2016년 11월 18일 |
| 2016.1.5 | 2016년 11월 18일 |
| 2016.2.3 | 2016년 9월 7일   |
| 2016.3   | 2016년 11월 23일 |
| 2017.1   | 2017년 3월 24일  |
| 2017.2   | 2017년 7월 26일  |
| 2017.3   | 2017년 11월 29일 |
| 2018.1   | 2018년 3월 28일  |
| 2018.2   | 2018년 7월 25일  |
| 2018.3   | 2018년 11월 21일 |
| 2019.1   | 2019년 3월 27일  |
| 2019.2   | 2019년 7월 24일  |
| 2019.3   | 2019년 12월 2일  |
| 2020.1   | 2020년 4월 8일   |
| 2020.2   | 2020년 7월 29일  |
| 2020.3   | 2020년 12월 2일  |
| 2021.1   | 2021년 4월 7일   |
| 2021.2   | 2021년 7월 28일  |
| 2021.3   | 2021년 12월 1일  |
| 2022.1   | 2022년 4월 13일  |